# عباس مهرپویا (مترجم)
عباس مهرپویا (زادسال / تولد ۱۳۵۱ خورشیدی برابر با ۱۹۷۲ مسیحایی)، با نام مستعار «سرودا»، نویسنده، مترجم و سُرایندهٔ ایرانی و استادیارِ رشتهٔ مطالعاتِ ترجمه در دانشگاه آزاد اسلامی، واحد همدان است. عباس مهرپویا دارندهٔ دکترای مطالعات ترجمه از دانشگاه اصفهان، کارشناسی ارشد آموزش زبان انگلیسی از دانشگاه علامه طباطبایی، و کارشناسی ادبیات انگلیسی از دانشگاه شیراز است.

## جوایز
- دریافتِ  جایزه «مترجم برگزیده» در دهمین دوره کتاب سال دانشجویی در گروه دین و فلسفه به سال ۱۳۸۲ برای کتاب «محمد (ص) در اروپا»
- دریافتِ  جایزه «مترجم برگزیده» برای کتاب تقدیری در بیست و چهارمین دوره کتاب سال جمهوری اسلامی ایران برای ترجمه کتاب «استراتژی رقابتی» به سال ۱۳۸۹

## آثار و کتاب‌ها
گزیده‌ای از نویسندگی، سُرایندگی، و گردآوری-ترجمه:
- «بر آرنگِ رود»، دفتر یکم از دوگانهٔ «آهنگِ سرودا»، سروده‌های کهن‌شیوه/کلاسیک، نشرِ همای مهر، ۱۳۹۷
- «بر اورنگِ باد»، دفتر دوم از دوگانهٔ «آهنگِ سرودا»، سروده‌های نوشیوه/مدرن، نشرِ همای مهر، ۱۳۹۷
- نویسندگی داستان کوتاه «دانه‌های روشنایی» چاپ انتشارات اشک، ویراستار انگلیسی: آیرین گود، متن دو زبانه فارس و انگلیسی؛ (۲۰۱۰)
- «زمزمه‌های بی پایان»، گرد آوری و ترجمه، انتشارات نسیم دانش، تهران (۲۰۰۲)
- «برای رهایی»، گرد آوری و ترجمه، انتشارات عطایی، تهران (۲۰۰۳)

## ترجمه وتالیف
- «هَرزْزار»، ترجمه‌سرایشی از شاهکارِ تی. اِس. اِلیوت، The Waste Land، نشرِ همای مهر، ۱۳۹۷
- ترجمه انگلیسی «اطلس توانمندیهای ژئوتوریسم و ژئوپارک ایران»، چاپ سازمان زمین‌شناسی و اکتشافات معدنی کشور، نوشته علیرضا امری کاظمی، (۱۳۸۹)
- ترجمه انگلیسی «اطلس میراث زمین‌شناختی ایران»، چاپ سازمان زمین‌شناسی و اکتشافات معدنی کشور، نوشته علیرضا امری کاظمی، (۱۳۹۱)
- ترجمه «محمد (ص) در اروپا»، چاپ مؤسسهٔ روزنامهٔ اطلاعات، نوشته مینو صمیمی، (۱۳۸۲)
- ترجمهٔ «استراتژی رقابتی»، چاپ  انتشارات رسا، نوشته مایکل پورتر، (۱۳۸۶)
- ترجمهٔ «خوشه‌های صنعتی» مزیتهای بیرونی و همکاری در نواحی صنعتی، چاپ انتشارات رسا در همکاری با وزارت صنایع و معادن: شرکت شهرک‌های صنعتی ایران(۲۰۰۳)
- ترجمهٔ «آنچه مدیران جهانگردی لازم است بدانند»، چاپ انتشارات فرزانه در همکاری با معاونت تحقیقات و برنامه‌ریزی سازمان ایرانگردی و جهانگردی ایران (۱۳۸۰)
- ترجمه کتاب «یادگیری باز و از راه دور گرایش‌ها، ره پویه (خط مشی) و ملاحظات راهبردی»، (ویراست انگلیسی چاپ سازمان یونسکو)، چاپ مؤسسه آموزش از راه دور، وزارت آموزش و پرورش، ۱۳۸۴

گزیده‌ای از جستارهای/ مقاله‌های پژوهشیِ ISI(WOS), ISI-listed, Scopus:
- Arash the Archer in Translation: An Arrow Yet to Land. Translation Journal of inTRAlinea, Italy, 2018 (Scopus)
- The Challenge of Terminographic Gaps in Translation: A Text-based Approach Put to Practice, Research in Language, to be published in 2018 (Scopus)
- Metaphor-laced Language of Computer Science and Receptor Community Users, Journal of Technical Writing and Communication, 2013 (Scopus)\
- Man’s Affinity with Nature and Literature, Fabula, Journal of Folklore Studies, 2012 (ISI, WOS)
- Geotourism: A Royally Sustainable Path toward the Excellence in Beauty', (A Philosophical Approach), “The Journal of Geoscience, GSI, Iran, 2011 (ISI-Listed

Journal)

## ترجمه و گویندگیِ فیلم
- ترجمه و گفتار متن فیلم «زیبایی‌های زمین» ساخته علیرضا امری کاظمی به زبان انگلیسی کاندیدای جایزه نخست در نخستین فستیوال بین‌المللی فیلم علوم زمین در ایتالیا.
- ترجمه و گفتار متن فیلم «لوت دشت شگفتیها» ساخته علیرضا امری کاظمی به زبان انگلیسی
- ترجمه و گفتار متن فیلم «واپسین ساعات بم» ساخته کارگردان ایتالیایی تئودورو مرکوری از زبان ایتالیایی به زبان فارسی و انگلیسی، با فیلمبرداری علیرضا امری کاظمی